# Medjugorje Open 2008
Il Medjugorje Open 2008 è stato un torneo di tennis facente parte della categoria ATP Challenger Series nell'ambito dell'ATP Challenger Series 2008. Il torneo si è giocato a Medjugorje in Bosnia ed Erzegovina dal 21 al 27 luglio 2008 su campi in cemento e aveva un montepremi di $50 000.

## Vincitori

### Singolare
Iván Navarro ha battuto in finale  Pere Riba con il punteggio di 6–0 6–2

### Doppio
Jan Minář /  Martin Slanar hanno battuto in finale  Pere Riba /  Pablo Santos con il punteggio di 7–5 6–3